# Alaksandra Narkiewicz
Alaksandra Siarhiejeuna Narkiewicz (ur. 22 grudnia 1994 w Mińsku) – białoruska gimnastyczka.
W 2008 brała udział w juniorskich mistrzostwach Europy. Wygrała w zawodach z obręczą oraz była druga w zawodach drużynowych. W 2010 i 2011 została srebrną medalistką mistrzostw świata w wieloboju drużynowym. W 2013 wywalczyła złoto w wieloboju drużynowym i srebro w układzie z wstążkami i skakankami.
W 2012 zdobyła złoto na mistrzostwach Europy w układzie ze skakankami i wstążkami.
Uczestniczyła też w igrzyskach w 2012. Była członkinią białoruskiego zespołu, który wywalczył srebrny medal w zawodach drużynowych.
W 2013 zdobyła złoto mistrzostw świata w zawodach drużynowych.

## Linki zewnętrzne

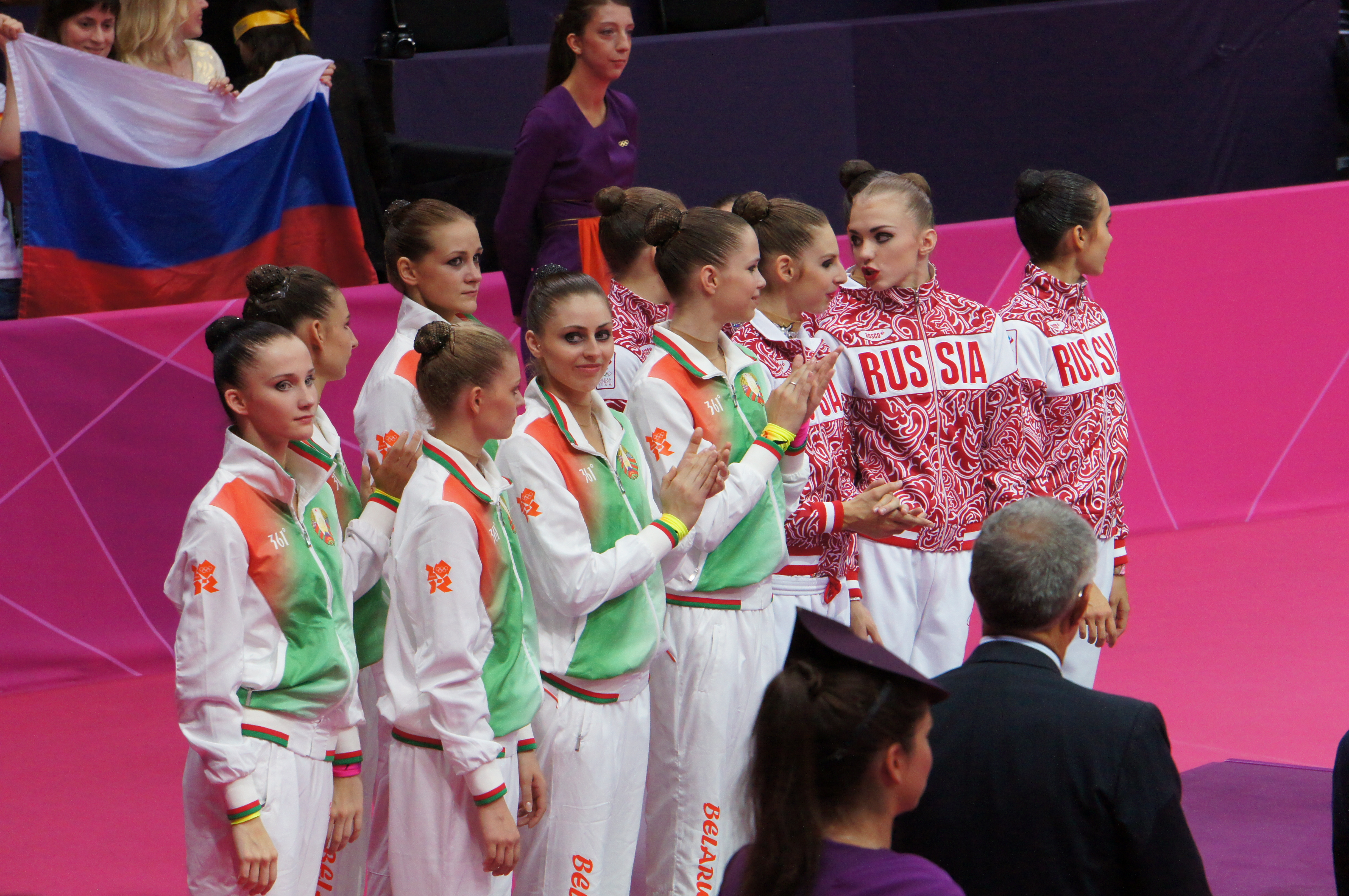
Reprezentacja Białorusi na podium IO 2012